# 川崎鶴見臨港バス浜川崎営業所

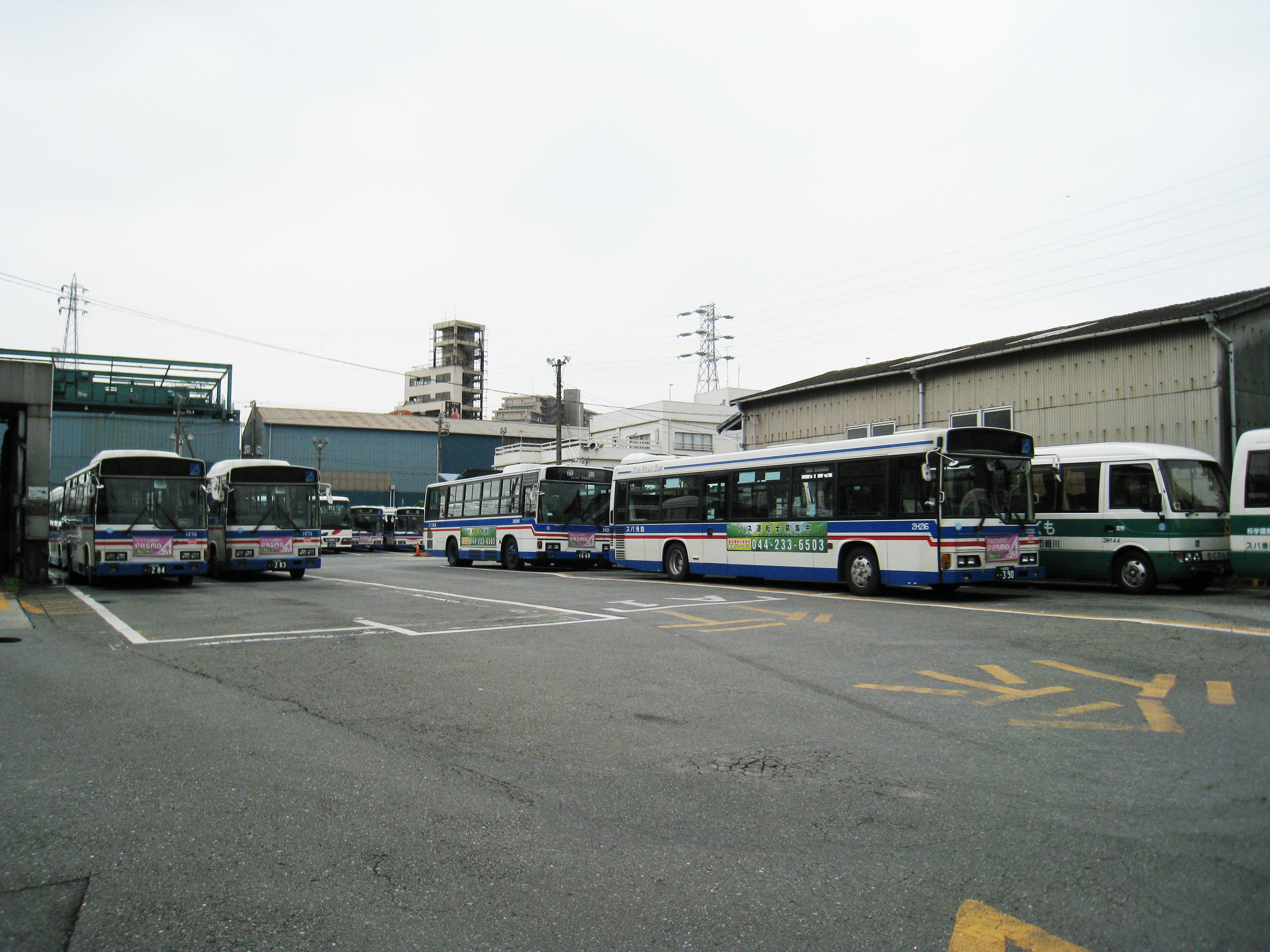
浜川崎営業所近景

川崎鶴見臨港バス浜川崎営業所（かわさきつるみりんこうバスはまかわさきえいぎょうしょ）は、神奈川県川崎市川崎区鋼管通に所在する川崎鶴見臨港バスの営業所で、主に同区内のうち、概ね新川通り以南の区域及び横浜市鶴見区の東海道本線より東側の区域の路線を担当する。営業所記号はH。
最寄停留所は浜川崎営業所またはJFE前（営業所前の産業道路沿いに設置）である。

## 沿革

### 前史
浜川崎営業所は川崎鶴見臨港バスの中でも最古の部類に入る営業所である。

1924年（大正13年）、伊藤喜代司が大島自動車商会を興し、川崎駅と大島四ツ角の間に川崎区内初のバスを走らせる。路線は後に大師まで延長され、現在の川23系統へとつながっていく。
1927年（昭和2年）1月30日、大島自動車商会は川崎乗合自動車に改組され規模を拡大していくが、この川崎乗合自動車の営業所こそが浜川崎営業所の起源と言える。
1937年（昭和12年）11月30日、鶴見臨港鉄道の軌道線が廃止され、翌12月1日にバスに転換される。鶴見臨港鉄道は既に鶴見地区に直営バス部門（現・鶴見営業所）を持っていたが、さらに規模が拡大するため11月18日新たにバス専業の分離子会社鶴見川崎臨港バスを設立し、翌1938年（昭和13年）5月1日に同社に事業を譲渡する。

同年12月1日、鶴見川崎臨港バスは川崎乗合自動車を合併し、川崎鶴見臨港バスに社名を改める。この際川崎出張所、古川通営業所、鶴見営業所の三つの事業所が設けられた。鶴見営業所は上述の通り鶴見川崎臨港バスに由来し、川崎出張所と古川通営業所は川崎乗合自動車由来である。川崎出張所は1940年(昭和15年)12月に鋼管通の地に移転し、浜川崎営業所と呼ばれるようになった。この頃は、まだ川崎市が公営交通事業に参入しておらず、川崎区内のほとんどのバス路線を運行していた。陸上交通事業調整法による鉄道・バス事業者の強制統合が進む中でも、臨港バスは対象外と位置付けられ終戦を迎えた。

しかし大東亜戦争（太平洋戦争）の戦局悪化で路線は次々と休止に追い込まれており、1944年（昭和19年）、川崎市はバス代替の意味も込めて路面電車事業への参入を決める。

### 戦後
1945年（昭和20年）4月15日の川崎大空襲で川崎区内は壊滅的な被害を受け、川崎市電、臨港バスともに平常運行が不可能になった。市電は東京都や箱根登山鉄道から電車をもらい受けて何とか再開したが、臨港バスの運行再開は遅れた。戦後は被害の大きかった古川通営業所と浜川崎営業所をそれぞれ川崎営業所駅前支所、川崎営業所として復旧している。この際に「浜川崎営業所」という名の組織はいったん消滅している。
そんな最中の1948年（昭和23年）12月、京浜急行電鉄は臨港バスの株式を取得して同社の経営に参加。この時、臨港バスの営業エリアと完全にかぶりながらも開設時の経緯から京急に属していた「川崎住宅線」の処遇が問題となった。結局、京急側の意向もあって最終的には臨港バスが受け継ぎ、当営業所の「京町循環線」へと形を変える（後述）。
1954年（昭和29年）7月10日、現在の鋼管通に営業所の新設が認可された。翌年の1955年（昭和30年）、輸送力増強策の一環で営業所の改組が行われ駅前支所を神明町に移転し神明町営業所とした。一方の川崎営業所は浜川崎営業所と改称され、現在まで続く川崎鶴見臨港バス浜川崎営業所が正式に誕生した。

## 現行路線

### 川24系統（鋼管循環線）・川28系統（京町循環線）
- 川24（鋼管循環）：川崎駅前 → 追分 → 鋼管病院前 → JFE前 → 富士電機前 → 浅間前 → 京町 → 八丁畷 → 川崎駅前
- 川28（京町循環）：川崎駅前 → 八丁畷 → 京町 → 浅間前 → 富士電機前 → JFE前 → 鋼管病院前 → 追分 → 川崎駅前（川24と逆回り）
- 川24：川崎駅前 - 追分 - 鋼管病院前 - 浜川崎営業所
- 川24：川崎駅前 - 南町 - 渡田小学校前 - 浜川崎営業所
- 川24：川崎駅前 - 追分 - 鋼管病院前 - JFE前 - ダイエー川崎プロセスセンター（プロセスセンター行は各日朝2便と夜1便・土日祝夕方1便のみ、川崎駅前行きは各日夕方3本のみ）
- 川28：川崎駅前 → 八丁畷 → 京町 → 浅間前 → 富士電機前 → 浜川崎営業所
- 川28：JFE前 → 富士電機前 → 浅間前 → 京町 → 八丁畷 → 川崎駅前
- 川28：ダイエー川崎プロセスセンター→富士電機前→浅間前→京町→八丁畷→川崎駅前（朝3本のみ）
- 急行：川崎駅前 → 渡田小学校前 → 浜川崎営業所（平日朝のみ）
- 急行：浜川崎営業所 → 鋼管病院前 → 川崎駅前（平日夕方のみ、鋼管病院前から川崎駅前までは無停車）
- 急行：川崎駅前 → 渡田小学校前 → JFE前 → 富士電機前（平日朝のみ、JFE前から富士電機前までは各停留所に停車）

川崎駅東口より新川通り・鋼管通り・産業道路・京町通りを循環する路線である。川崎駅前～京町～富士電機前間が川28系統、川崎駅前～追分～富士電機前間が川24系統となっている。循環便は富士電機前に到着時に、川24鋼管循環線は川28に、川28京町循環線は川24に系統番号が変わる。浜川崎営業所の主力路線で、鋼管循環線と京町循環線は日中でも1時間に6本の運行で、内30分に1本追分経由または京町経由浜川崎営業所止まりが挟まる形になっている(川28の復路のみJFE前が始発となる)。路線図の系統カラーは緑色である。フルカラーLEDの表示は川24が緑色、川28が黄緑色となっている。ただし、川24の南町経由便は路線カラーが紫色となる(フルカラーLEDの表示は浜川崎営業所行きが桃色、川崎駅前行きが紫色)。
当路線の歴史は古く、1927年（昭和2年）に京浜電気鉄道が初の直営バス路線として開通させた「川崎住宅線」に源流を持つ。

川崎住宅線は太平洋戦争の戦局悪化で休止となる。戦後、同線を継承した東京急行電鉄は免許を維持したものの運行を復活させる余力がないまま京浜急行電鉄の分離独立を迎える。このとき、川崎住宅線の免許は京急が継承するが、京急は自社直営での再開を見送った。これは発足直後に浅野財閥から京急グループ入りした臨港バスに川崎市内の運行を任せる方針だったためといわれる。
1949年(昭和24年)9月上旬、現在と同じ川崎駅 - 八丁畷 - 二の辻 -下新田 - 富士電機前の経路で運転を開始した。その後川24系統と合わせて循環運転が開始され、現在に至る。
川24系統の南町経由便は第一京浜より東で市バス川40系統と同じく市電通りを経由する。浜川崎営業所担当の川崎駅前発着路線の出入庫便としての運行が多く、運行間隔や本数は不規則的で、60分以上運行間隔が開く時間帯もある（市バス川40系統の方が圧倒的に本数、乗客が多いが、こちらの方が所要時間が短い場合もある）。
ダイエー川崎プロセスセンター発着便も少数設定されている。
平日のラッシュ時は、急行便も運行される。浜川崎営業所行きおよび富士電機前行きの急行は市バス川40系統と同じルートを走行し、市電通り上では渡田小学校前のみ停車する。浜川崎営業所発川崎駅前行きの急行は通常の川24系統と同様に追分を経由するルートで運行される。鋼管病院前までは各停留所に停車するが、鋼管病院前から川崎駅前までは無停車である。また2021年12月現在は運休中であるが、川28系統には深夜バスの設定もある。

### 川25系統（富士電機線）・川26（富士電機循環）・川29系統（入船橋循環線）
- 川25：川崎駅前 → 渡田中学入口 → 成就院前 → 小田小学校前 → 富士電機前
- 川25：富士電機前 → 小田踏切 → 成就院前 → 渡田二丁目 → さつき橋 → 川崎駅前（一部、浅田一丁目始発）
- 川26（富士電機循環）：川崎駅前 → 渡田中学入口 → 成就院前 → 小田小学校前 → 浅間前 → 入船橋 → 鶴見総合高校前 → 平安町一丁目 → 南町 → 川崎駅前
- 川29（入船橋循環）：川崎駅前 → 南町 → 平安町一丁目 → 鶴見総合高校前 →（日興スクエア）→ 入船橋 → 富士電機前 → 小田踏切 → 成就院前 → 渡田二丁目 → さつき橋 → 川崎駅前
- 川29：富士電機前 → 入船橋 → 鶴見総合高校前 → 平安町一丁目 → 南町 → 川崎駅前
- 川29：川崎駅前 → 南町 → 平安町一丁目 → 鶴見総合高校前 → 入船橋 → 富士電機前（2021年9月16日から[2]）
- 川29：川崎駅前 - 南町 - 平安町一丁目 - 鶴見総合高校前 - 入船橋 - 東芝京浜（平日朝1往復のみ）
- 急行：川崎駅前 - 平安町一丁目 - ヨコハマアイランドガーデン（平日朝のみ）
- 急行：川崎駅前 → 平安町一丁目 → 日興スクエア（平日朝1本のみ）
- 急行：日興スクエア → 平安町一丁目 → 川崎駅前（平日朝1本、夕2本のみ）

川26・29は、川崎駅東口より新川通り・産業道路・ゴム通り等を循環する路線である。川29は基本的に川26の逆回りであるが、狭隘路を通る関係上、貝塚 - 成就院前 - 浅間前間の経路が異なる。循環便は浅間前に到着時に、川26富士電機循環線は川29に、川29入船橋循環線は川26に系統番号が変わる。川29の日興スクエア経由便は朝通勤時間帯の4本のみの運行である。川25は、川26・29の運行区間を川崎駅前 - 貝塚 - 富士電機前に短縮した路線である。近年では川25富士電機前行きは減便傾向であり、朝と夕方以降に数本運行されるのみである。一方で川25川崎駅行きは平日朝1本の富士電機前始発を除けば多くの便は浅田一丁目始発で午前中を中心に運行されている。いずれも川26の出入庫便である。川崎駅方面に途中にある小田踏切停留所は、JR南武支線川崎新町駅 - 浜川崎駅の間にある踏切で停留所が踏切のすぐ目の前にある。現在はここに新たに小田栄駅が設置され、更に交差点にも面しているが、三角形の安全地帯があり、その中にバス停が立っている。路線図の系統カラーは橙色である。
なお川26富士電機循環は経路の関係上富士電機循環を名乗るものの富士電機前を経由しない。そのため川25、26が発着する川崎駅3番乗り場では富士電機を利用する旅客のために川26を利用する場合は浅田二丁目(富士電機の最寄り停留所)で下車するよう案内の貼り紙が貼られている。
フルカラーLEDの表示は川25・26が茶色、川29が橙色となっている。
川29系統は循環路線の他にも様々な支線を持つ。
ワイルドブルーヨコハマ跡地に建設された大規模マンション「ヨコハマアイランドガーデン」、日興スクエアを結ぶ路線やJR鶴見線新芝浦駅前に位置する東芝京浜行き､入出庫便の富士電機前発着がある。
急行の停車停留所は平安町一丁目～京三製作所前間の各停留所（京三製作所前は日興スクエア発着のみ）で、川崎駅前 - 平安町一丁目間は無停車である。
東芝京浜行きは平日朝に1往復が運行されるのみである。
入出庫便については長らく出庫便が1日1本運行されるのみであったが､2020年以降は出庫便の本数がやや増えている。入庫便についても2021年9月16日の改正で久々に設定されることとなった。なお､出庫便は富士電機前においては川28系統用の先の歩道橋下のスペースにあるところから発車する。

### 川27系統（日清製粉線）
- 川27：川崎駅前 - 渡田中学入口 - 渡田四丁目 - 京町 - 浅間前 - 白石駅前 - 日清製粉前 - 大川町東 - 日清製粉前 - 川崎駅前
- 川27：川崎駅前 → 渡田中学入口 → 渡田四丁目 → 京町 → 浅間前 → 白石駅前 → 日清製粉前 → 大川町東 → 日清製粉前
- 川27：日清製粉前 → 大川町東 → 日清製粉前 → 白石駅前 → 浅間前 → 京町 → 渡田四丁目 → 渡田中学入口 → 川崎駅前

川27系統は大川町に乗り入れる唯一の路線バス。JR鶴見線大川支線の運行本数が極端に少なく、特に日中時間帯は運行がないため、当路線が大川町エリアへの交通の主力となっている。ただし日中は30分に1本（平日）または1時間に1本（土休日）の運行である。路線図の系統カラーは青色である。フルカラーLEDの表示は水色であり、かつての方向幕の色を引き継いでいる。
大川町の区間、すなわち日清製粉前(1回目) →大川町南→大川町東→大川町北→日清製粉前(2回目)の区間はループ状に運行しており、
川崎駅を出発して大川町区間を循環して川崎駅に戻る便、
川崎駅を出発して日清製粉前(1回目)を通った後、大川町を循環して日清製粉前(2回目)で終点になる便、
日清製粉前(1回目)から営業を開始して大川町を循環して日清製粉前(2回目)を通った後、川崎駅前に向かう便
の3種類がある。川崎駅前のバス停の時刻表に掲出されている日清製粉前止まりは上から2番目の便を表している。
なお、日清製粉前(1回目)から始発になる便も存在し、こちらも大川町内を循環して日清製粉前(2回目)を通り川崎駅に向かう。

### 川30系統（芦穂橋線）
- 川30：川崎駅前 - 八丁畷 - 京町 - 京町三丁目 - 芦穂橋 - 鶴見駅東口
- 川30：鶴見駅東口 → 芦穂橋 → 京町三丁目
- 川30：京町三丁目 → 京町 → 八丁畷 → 川崎駅前
- 川30：京町三丁目 → 芦穂橋 → 鶴見駅東口

川崎駅東口から八丁畷、京町、芦穂橋を経て鶴見駅東口を結ぶ路線。
川崎駅前-小田二丁目間は川28系統と、栄町公園-鶴見駅東口間は鶴09系統と同一経路を通る。似たような路線に神明町営業所所管の川50系統（川崎鶴見線）がある（反対に川崎・鶴見両駅の西口を結ぶ路線）。1時間に2本程度の運行で、川50系統のほうが本数は多いが所要時間は川30のほうが短い。路線図の系統カラーおよびフルカラーLEDの表示は黄色であり、かつての方向幕の色を引き継いでいる。
かつては鶴見駅東口からの終バス近くになると、京町三丁目止まり（京町三丁目から入庫回送）が運行されていた。また朝ラッシュの数本に限り、京町三丁目発川崎駅前行きが運行されていた。（営業所から出庫回送で京町三丁目から営業運行）。鶴見駅東口方面への始発便は京町三丁目発で運行される。

### 鶴08系統（ふれーゆ線）
- 鶴08：鶴見駅東口 - 汐鶴橋通 - 汐入二丁目 - ふれーゆ
- 鶴08：鶴見駅東口 - 汐鶴橋通 - 汐入二丁目

鶴見駅東口より汐鶴橋通りを経由してふれーゆ（横浜市の高齢者保養研修施設）へ至る路線である。午前には汐入二丁目始発の上り便、午後には汐入二丁目止まりの下り便も設定される。沿線に点在する工場への通勤輸送や、同じく沿線にある横浜市立大学鶴見キャンパスへの通学輸送を担い、東京ガス環境エネルギー館が営業していた時期は、その来館アクセスも担っていた（2013年に閉館）。路線図の系統カラーおよびフルカラーLEDの表示は赤色である。
ふれーゆが開業するまでは東芝西タービンまでの路線であった。1995年に横浜市環境事業局鶴見工場が完成すると環境センター（現在のふれーゆ停留所）まで延伸され、1996年7月のふれーゆ開業に際して終点の停留所もふれーゆに改称されている。この時点では鶴見営業所が担当していたが、後に当営業所に移管されている。

### 鶴09系統（ヨコハマアイランドガーデン線）
- 鶴09：鶴見駅東口 - 芦穂橋 - 鶴見総合高校前 - ヨコハマアイランドガーデン
  - 2004年4月5日：新設

鶴見駅東口より汐鶴橋通り・ゴム通り等を経由してヨコハマアイランドガーデンへ至る路線である。
なお、横浜市営バスも同年4月5日付で行き先が同じ128系統を新設した（こちらは向井町経由）。
路線図の系統カラーは水色。フルカラーLEDの表示は薄い水色となっている。
現行ダイヤでは終日1時間に2本、30分間隔での運行である。川30の運行本数が1時間に2本と少なくなっているため、それを補い平安町栄町公園通り沿線の利便性を確保している路線といえる。かつては主に中型車が使用されていたが、中型車の減少に伴い大型車での運行が多くなっている。
2020年5月16日のダイヤ改正により、平日の朝夕のみの運転となっていたが、10月1日からのダイヤ改正で土休日の運行が再開されている。

### 川崎競馬場線
- 川崎駅前 - 川崎競馬場（塩浜営業所と共管、2020年2月26日まで京浜急行電鉄羽田営業所→羽田京急バス→京浜急行バス羽田営業所と共同運行）

川崎競馬場での競馬開催日、および南関東公営競馬他場の場外発売を行う日のみ運行。中央競馬の場外発売（ウインズ川崎）を行う日は運行しない。競馬施行者の神奈川県川崎競馬組合より補助を受けており、運賃は無料。臨港バスの路線図には当路線の記載が無いが、京浜急行バスの路線図には当路線が記載されていたほか、当路線用の案内表示が用意されている。
2020年（令和2年）2月27日から大井競馬が無観客開催および場外発売休止、3月2日以降は川崎競馬も無観客開催となったため運行を取りやめており、その後乗務員不足を理由に京浜急行バスが3月31日限りで撤退した。今後観客を入れてのレースが再開されても臨港バス単独の運行となり、運行本数が減る。

### 川崎病院線
- 川崎駅前 - 川崎病院
  - 2001年4月2日：開設

川崎駅前と川崎病院をノンストップで運行する路線である（川崎市バス塩浜営業所との共同運行）。約12分間隔（14 - 15時台は川崎市バスのみ運行のため約24分間隔）で平日のみの運行。川崎病院への通院客や通勤客のほか、近隣住民の利用も見られる。運賃は大人、小児とも100円（ICカードはバス利用特典サービス対象外。川崎市福祉敬老乗車証は利用可能、回数券・定期券は利用不可）。臨港バスはワンコインバスのステッカーが貼られた専用車の1H514号車(EVバス)と1H422･423号車で運行されるが、検査時などに他の中型車が使用されることがある。
2015年4月1日から、川崎病院線専属のEVバス「川崎スマートEVバス」（東芝製・いすゞ・エルガミオベース）が配属され運行開始。これにともない、塩浜営業所から路線移管された。

## 移管路線

### 川21（水江町線）
- 川崎駅 - さつき橋 - 臨港警察署前 - 水江町
- 川崎駅 - さつき橋 - 臨港警察署前 - 日立造船(現・エリーパワー）

以前は一部便を浜川崎が担当していたが、現在は全便塩浜営業所の所管となっている。

### 川22（三井埠頭線）
- 川崎駅 - さつき橋 - 追分 - 浜町二丁目 - 三井埠頭
- 川崎駅 - さつき橋 - 追分 - 浜町二丁目
- 急行：川崎駅 - 〔途中通過〕 - 浜町三丁目 - 三井埠頭（朝のみ）

塩浜営業所との共管路線だったが、2003年11月16日をもってグリーンバス委託に伴い担当から外れ、塩浜の単独所管となった。

### 川崎木更津線
- 川崎駅前 - 浮島バスターミナル - 海ほたる - 袖ヶ浦バスターミナル - 木更津駅東口（小湊鉄道塩田営業所・日東交通木更津運輸営業所・東京ベイサービスと共同運行。2019年3月31日まで京浜急行バス羽田営業所→新子安営業所、2004年3月31日まで川崎市バス塩浜営業所も共同運行に参加）

川崎駅東口より東京湾アクアラインを経由して木更津駅東口へ至る高速路線。以前は川崎市交通局も参画し、川崎 - 袖ケ浦駅線も運行されていた。1997年12月の開設当初は神明町営業所の所管だったが、神明町の臨港グリーンバス管理委託に伴い、2003年（平成15年）11月16日付で当営業所に移管。管理委託解除後の2011年4月に神明町に復帰したが、2017年（平成29年）6月5日付で塩浜営業所に再度移管。

### 横浜東扇島線

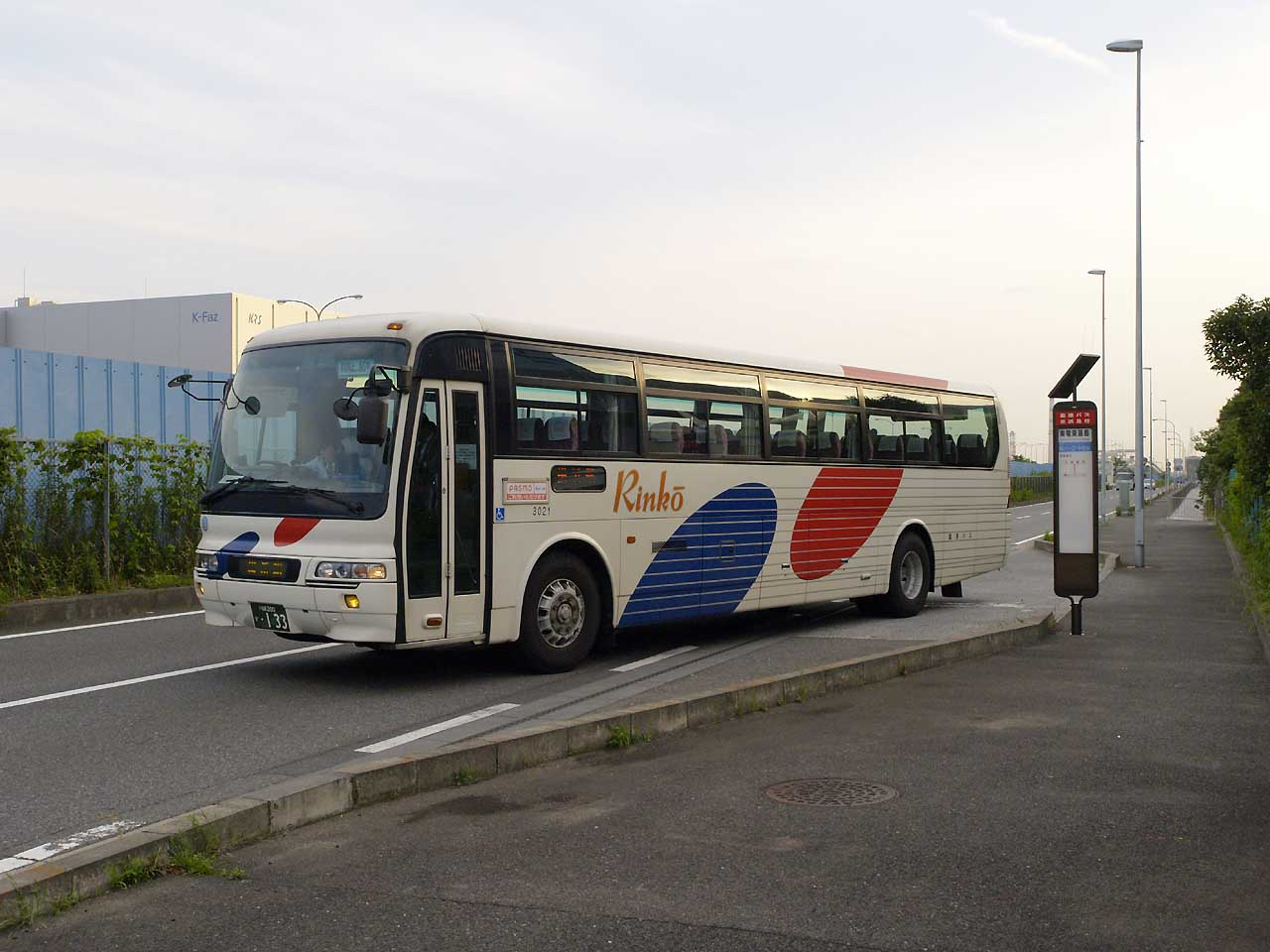
東扇島火力発電所を出発する横浜駅東口東扇島線（3021号車）

- 横浜駅東口(YCAT) - 東扇島（京浜急行バスと共同運行）（日祭日運休）
  - 2002年10月1日：新設。この時は神明町営業所所管。
  - 2003年11月16日：グリーンバス委託に伴い浜川崎営業所に移管。
  - 2011年4月1日：再度神明町営業所に移管。

横浜駅から東扇島地区への通勤輸送を目的として運行されている路線。首都高速道路を走行するため、全運行が川崎木更津線用の高速用バスで運行、2009年からは増発便扱いで平日にワンロマ車が加わっていたが、ワンロマ車は2014年より通常は運用しなくなった。

## 廃止路線

### 空81系統（大師線）
- 羽田空港 - 六間堀 - 大師橋 - 小松製作所前 - 川崎大師

京浜急行バスとの共管で1958年（昭和33年）5月13日に運行開始。臨港側の担当営業所が塩浜営業所に移管されたのち、臨港バスが撤退し、京急バス単独運行となるが、1998年（平成10年）3月19日限りで廃止となった。

### 蒲田線
- 川崎駅 - 南町 - 成就院前 - 富士電機 - 日本鋼管 - 臨港警察署前 - 四谷下町 - 産業道路駅 - 大師橋 - 萩中公園前 - 出雲小学校 - （京急蒲田/産業会館（現・蒲田郵便局前）） - 蒲田駅（京浜急行電鉄東京営業所→羽田営業所と共同運行）

富士電機線と京浜急行バスの鋼管線をつなぎ合わせて1958年（昭和33年）12月16日に運行開始した。1970年（昭和45年）11月24日付で日本鋼管を境に分断され、鋼管線は京急、富士電機線は臨港がそれぞれ単独で運行。京急の鋼管線改めJFE線は2020年（令和2年）1月15日限りで廃止となった。

### 川27系統（日清製粉線）
- 川27：川崎駅前 → 南町 → 成就院前 → 小田小学校前  → 浅間前 → 白石駅前 → 日清製粉前 → 大川町東 → 日清製粉前
- 川27：日清製粉前 → 大川町東 → 日清製粉前 → 白石駅前 → 浅間前 → 富士電機前 → 小田踏切 →  成就院前 → 南町 → 川崎駅前

川27系統はかつて南町を経由して日清製粉まで運行されており、成就院前 - 浅間前間は川25・26と同一経路であった。1993年に貝塚京町線が開通したことにより現在の経路となっている。当時は方向幕の色が他路線と同じく黒であった。

### 川29系統（入船橋循環線）
- 川29：川崎駅前 - 下並木 - 平安町一丁目 - 鶴見総合高校前 - 入船橋 - 富士電機前 - 成就院前 - 川崎駅前
- 川29：川崎駅前 - 下並木 - 平安町一丁目 - 鶴見総合高校前 - 入船橋 - 東芝京浜

1990年代まで川29は、八丁畷・下並木を経由するルートがメインであった。
八丁畷駅前及び下並木 - 市場町間と京急線の踏切を二度渡っていたのがネックとなりラッシュ時には定時で運転出来ないことが多かった。しかし、第一京浜の拡幅工事が完成するとラッシュ時を中心に続々と第一京浜経由に変更され、2000年12月16日以降は平日のみ運行の東芝京浜発着便のみが八丁畷を経由していた。2004年4月1日の改正で八丁畷経由で残っていた東芝京浜発着便も南町（第一京浜）経由となり、「下並木」「市場町」両停留所が廃止された。

### 急行（入船橋循環線）
- 川崎駅 - 〔直行〕 - ワイルドブルーヨコハマ

2001年8月に同施設の閉鎖と共に廃止された。現在運行している川崎駅 - ヨコハマアイランドガーデンの急行便はこのルートをほぼ踏襲している。

### 川25系統（富士電機線）
- 川25：川崎駅 - 南町 - 成就院前 - 富士電機

早朝に1往復運転されていたが、2002年2月17日をもって廃止。

### 京浜臨海部産業観光巡回バス

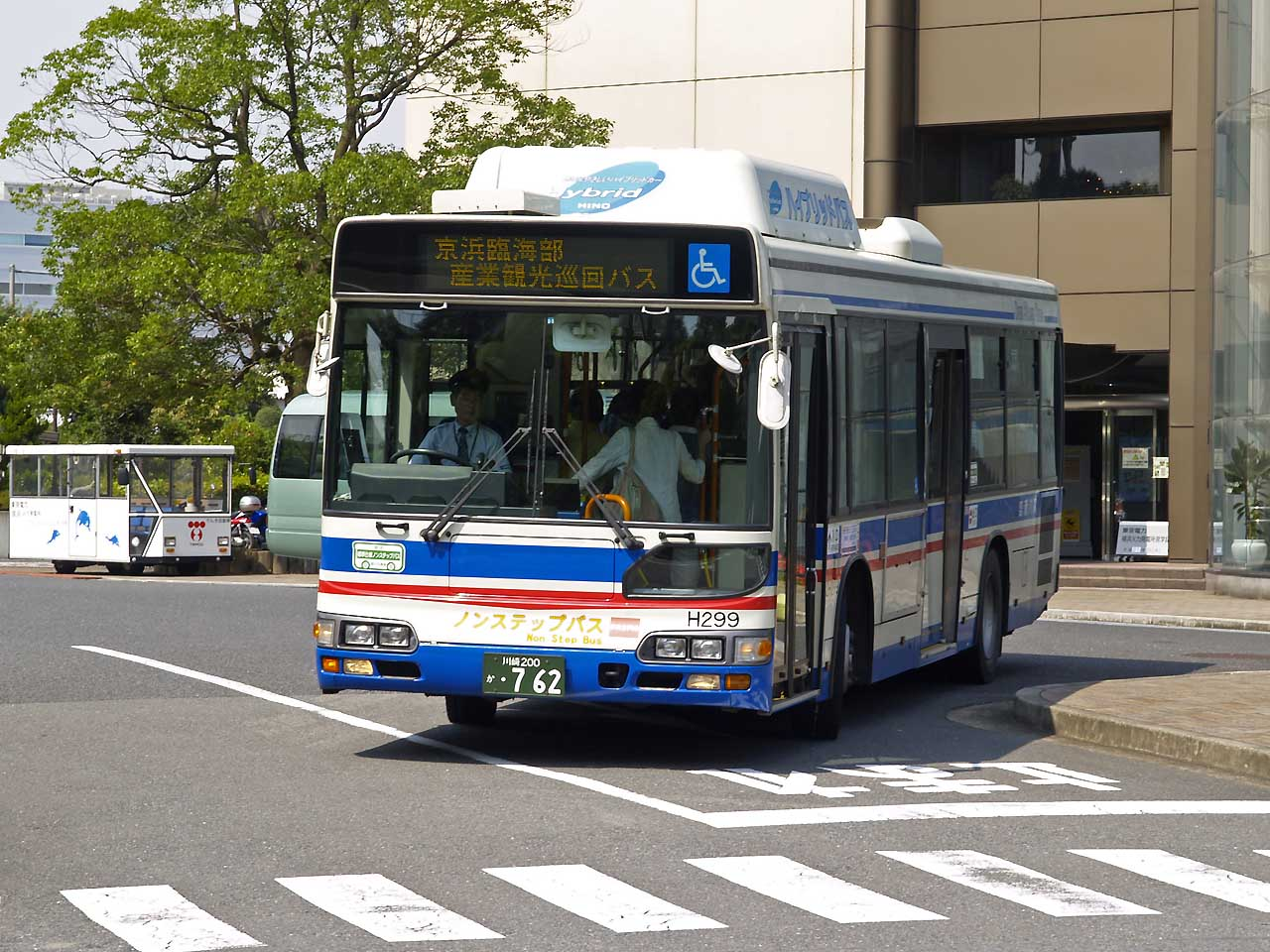
産業観光巡回バス（2H299）

- 鶴見駅東口 - 東京ガス環境エネルギー館 - 東京電力横浜火力発電所 - 日産エンジン博物館（日産自動車横浜工場ゲストホール） - キリン横浜ビアビレッジ（キリンビール横浜工場） - 鶴見駅東口

鶴見区および神奈川区の臨海部に点在する産業観光施設を巡る路線で、特定期間の土曜日に運行されていた。2007年の夏休みに運行を開始した当時は正逆両方向の運行が行われたが、2008年の秋からは表記の経路のみとなった。運賃は200円、専用の一日乗車券は500円（いずれも小児半額）だが、路線免許による運行ではないためバス共通カードおよびPASMOは使用できない。主に日野・ブルーリボンシティハイブリッドが就役、車内ではボランティアガイドによる沿線の観光案内や地域の紹介が行われる。
2011年は東日本大震災の影響で運休となり、2012年からは東京電力横浜火力発電所非経由（横浜火力発電所に併設されているトウィニー・ヨコハマが営業休止のため）で運行を再開している。
2010年には川崎市エリアでも産業観光巡回バスが春休みに運行され、川崎駅西口北バスターミナルを起点に東芝科学館・夢見ヶ崎動物公園・電気の史料館を巡った。
2013年以降は東京ガス環境エネルギー館の閉館もあってか運行されていない。

### 川崎競輪場線
- 川崎駅前 - 川崎競輪場（塩浜営業所・鶴見営業所と共管、川崎市バス塩浜営業所と共同運行）

川崎競輪場での競輪開催、および全国場外実施日のみ運行。臨港バス、川崎市バスともに路線図には当路線の記載が無いが、両社局とも当路線用の案内表示が用意されていた。貸切送迎専業のIBS COACH神奈川営業所に移管のため、2019年（令和元年）5月の開催をもって臨港バスは撤退した。

## 車両

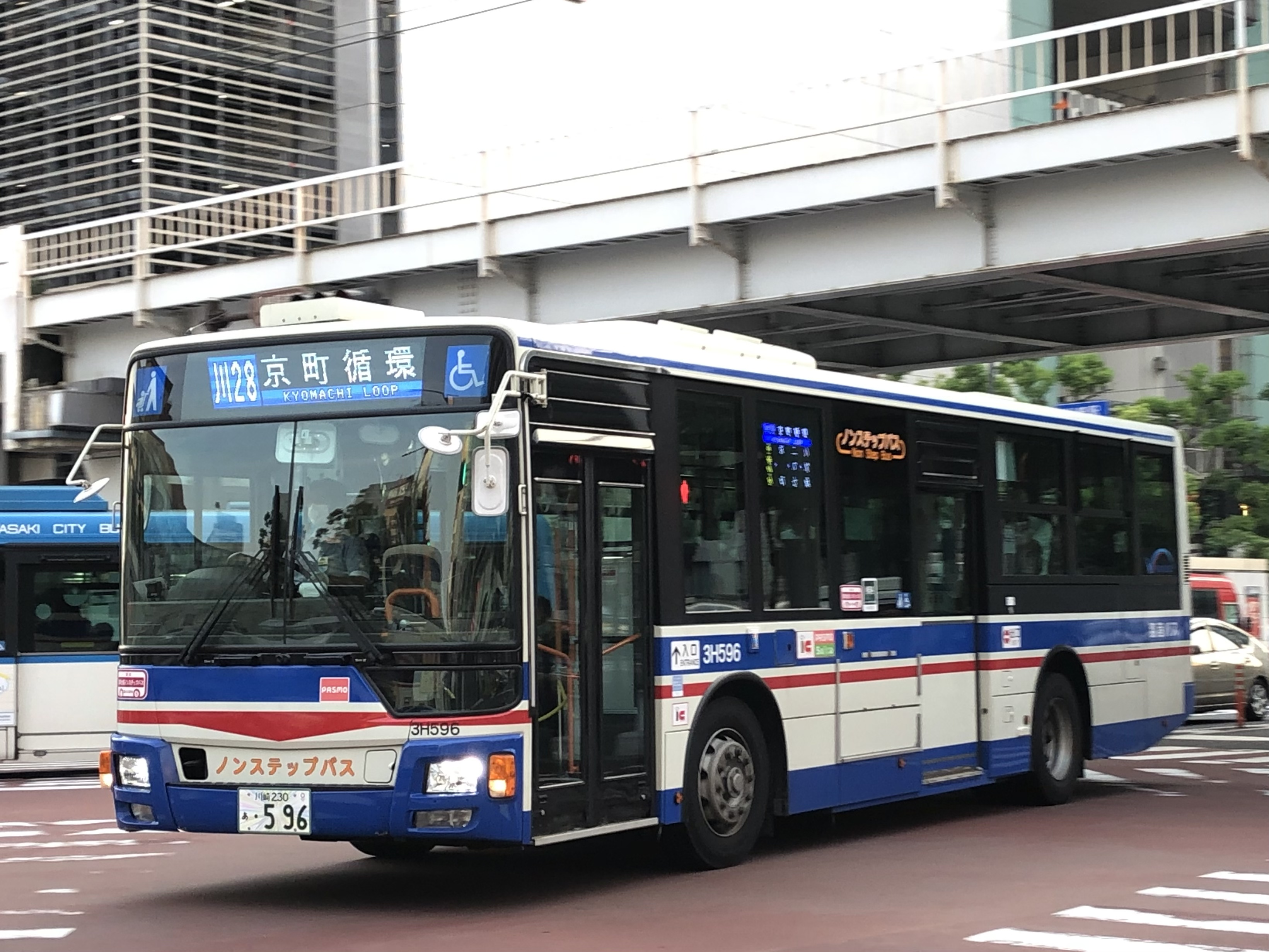
浜川崎営業所の車両(3H596号車)
三菱ふそう・エアロスター
2PG-MP38FK､2018年式

沿線に日野車体工業（現・ジェイ・バスおよびトランテックス）本社工場が立地していた関係で、長く日野自動車が指定メーカーとなっていたが、石川県へ移転することになったため臨港バス本社の方針が変更された。
1999年（平成11年）まで大型車は日野ブルーリボンを、地元の帝国自動車工業→日野車体ボディで導入していたが、翌年以降は中型車レインボーHRに切り替わり、大型車の導入はブルーリボンシティハイブリッド数台のみとなった。レインボーHRは当初9m車のみが導入されていたが、2003年に初めて10.5m車を導入、それ以降は基本的に10.5m車を導入している。また、2003年にはレインボーRJを4両導入している。

2007年（平成19年）、三菱自動車工業からの分社後川崎市に本社を置くことになった三菱ふそうトラック・バスが新たな指定メーカーとなる。これにより、従来塩浜営業所に少数しか配置がなかった三菱ふそう車の当営業所への導入が開始され、以降はふそうのエアロスター（PKG-代以降）が納車されている。日野製新車の納入先は2008年（平成20年）を最後に塩浜へ切り替えられて、当営業所に残ったレインボーRJは2013年（平成25年）、レインボーHRは2020年（令和2年）までに経年除籍された。
当初はワンステップ車のみで、エンジンは臨港バスが取引をしたことがなかった日産ディーゼル工業（現：UDトラックス）からのOEM供給となっていたが、2009年からはエアロスターノンステップ車が臨港バスに初めて登場。塩浜営業所の三菱ふそう車が2010年に全廃された後は、三菱ふそう製一般路線車は浜川崎営業所のみの配置となった。現在では原則としてノンステップのAT車が選択されている。
以前は高速路線車・貸切車として三菱ふそう・エアロバスやいすゞ・ガーラ（初代）が在籍し、また、横浜東扇島線用にいすゞ・エルガの長尺ワンステップ車が高出力バージョンで導入されていたが、2011年4月の神明町営業所移管と同時に高速路線車、貸切車は神明町営業所に転籍している。
川崎病院線には専属の中型車が充当される。塩浜から運行を引き継いだ当初は一般路線からの転用車であるレインボーHR(2H177号車)と当路線用に新車導入されたいすゞ・エルガミオのEVバス(1H514号車)が充当されていた。2017年に2H177号車は経年の為除籍され、代替として神明町営業所より1H423号車(いすゞ・エルガミオ)が移籍した。2021年9月現在はEVバス(1H514号車)に加え、エルガミオのディーゼル車2台(1H422・1H423号車)により運行されている。

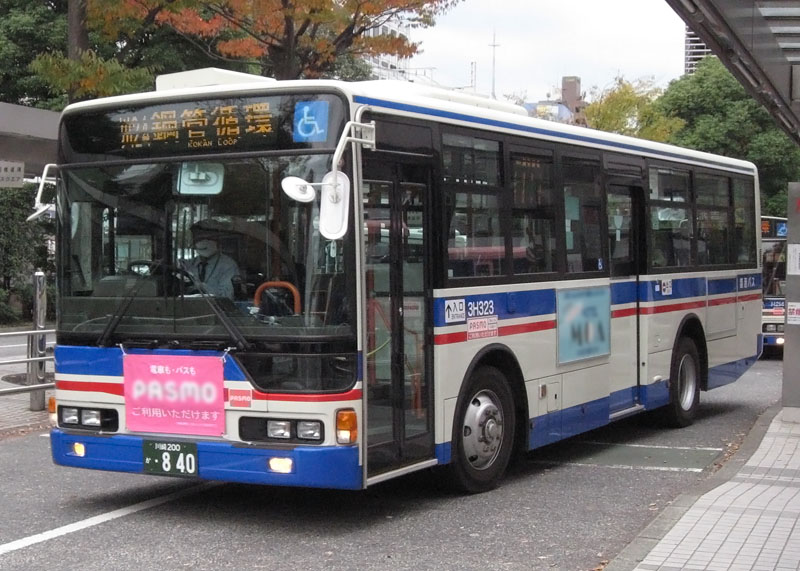
エアロスターワンステップ車(3H323号車) 三菱ふそう・エアロスター PKG-MP35UK､2007年式
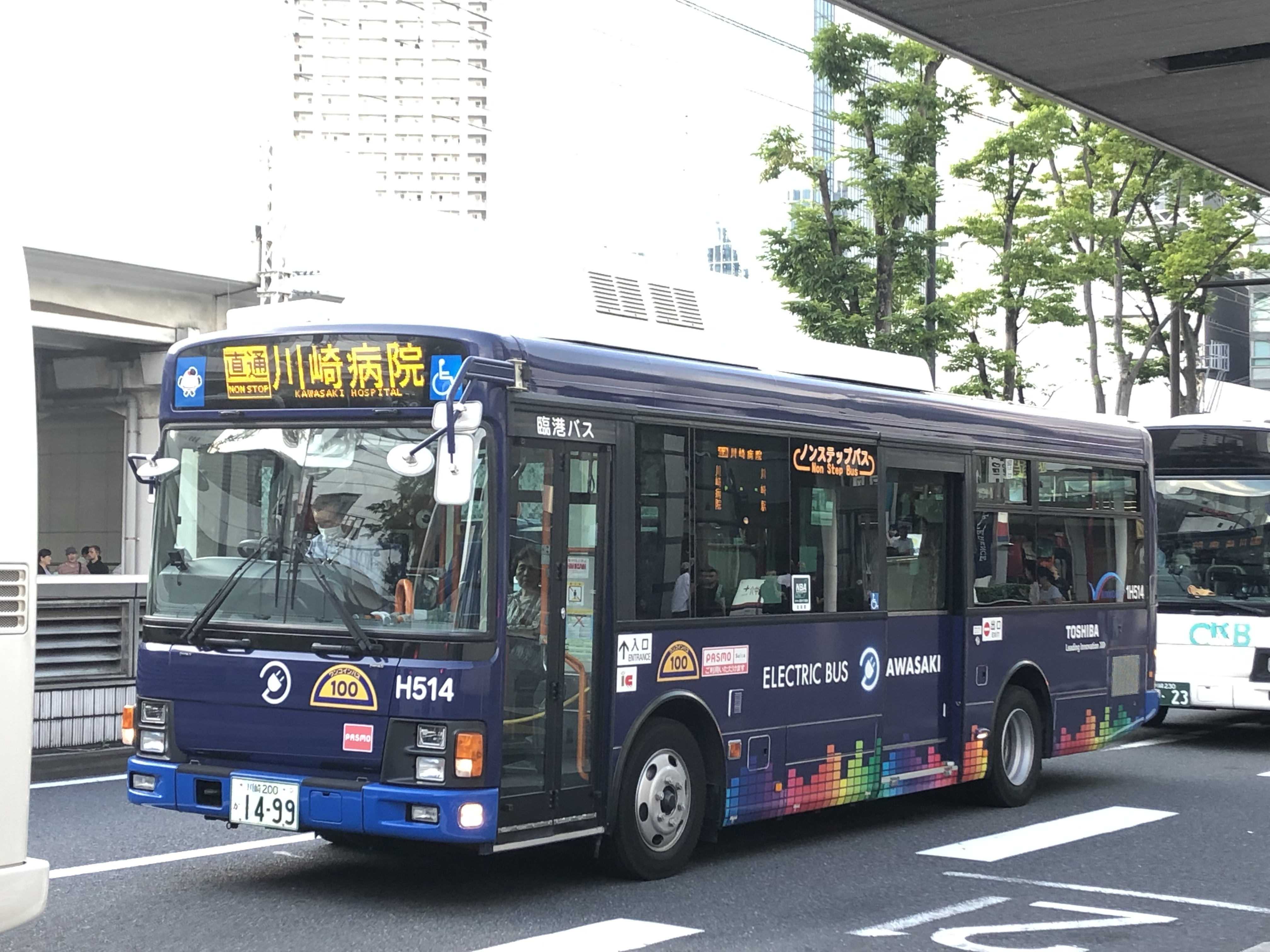
川崎病院線用のEVバス(1H514号車) いすゞ・エルガミオ SDG-LR290J1改､2015年式